# Electricity (canção de The Avalanches)
"Electricity" é uma canção do grupo Australiano de música eletrônica The Avalanches. Produzida pelos membros do grupo Robbie Chater e Darren Seltmann, foi lançada como single no dia 13 de Setembro de 1999, foi o primeiro lançamento do grupo na Modular Recordings. "Electricity" foi remixada e remasterizada mais tarde para sua inclusão no álbum Since I Left You (2000). A canção contém samples de "Rapp Dirty" do músico Norte-americano Blowfly, como também participação especial dos cantores Australianos Sally Russell e Antoinette Halloran. Vários críticos notaram as influências de disco music e até compararam a faixa com os trabalhos da duo Daft Punk. "Electricity" foi relançado mais tarde como um single em 3 de Dezembro de 2001, contendo remixes da canção por DJ Harvey e DJ Sneak.

## Contexto e composição
"Electricity" foi a primeira canção de Since I Left You a ser gravada. A canção foi produzida pelos membros do grupo Robbie Chater e Darren Seltmann, Darren Seltmann a descreveu como "a primeira canção aonde realmente chegamos a algum lugar." Ela não foi originalmente produzida para o álbum, nós tínhamos a intenção de lançá-la apenas como um single. O grupo mais tarde a incluiu no Since I Left You no último minuto após decidirem que a canção "ainda era boa."
Uma música dance com influências de disco, "Electricity" começa com uma ópera em solo performada pela soprano Australiana Antoinette Halloran. Os vocais dela se repetem durante a música, misturada com os vocais adicionais da cantora Australiana Sally Russell. A produção da música também contém samples de "Rapp Dirty" do músico Norte-americano Blowfly e scratching feito pelo membro de The Avalanches, James De La Cruz.

## Recepção crítica
"Electricity" recebeu críticas positivas de críticos músicais. Marc Savlov do Austin Chronicle escreveu que a música "redescobre a pura alma do verão." Christian Ward NME comparou a faixa com as faixas da duo Francesa Daft Punk, escrevendo que "Electricity" "faz uma filtração sublime da disco music para a música dos Franceses." Anthony Bozza da Rolling Stone chamou a música de "filtro-analógico de disco" e também disse que parece "Daft Punk sem a influência de Kraftwerk."

## Lançamento
"Electricity" foi lançado como um single 12" em 13 de Setembro de 1999, limitada a 500 cópias. Foi o primeiro lançamento do grupo na Modular Recordings, o contrato com a gravadora tinha sido assinado no ano anterior. No Reno Unido, a Rex Records lançou um single 7" de "Electricity" com uma produção limitada a 1,000 cópias. Seguindo o lançamento de Since I Left You, "Electricity" foi relançada pela XL Recordings como um pacote duplo incluindo um vinil 12" EP e um single enhanced CD. O pacote duplo foi lançado 3 de Dezembro de 2001 no Reino Unido. Devido a natureza especial deste lançamento, "Electricity" foi desqualificado de ser incluído na UK Singles Chart.

## Formatos e lista de faixas

### Lançamento de 1999
| - Vinil de 12" (Austrália) Lado um 1. "Electricity" 2. "Information" Lado dois 1. "Let's Cheer" 2. "I'm Taken" | - Vinil de 7" (Reino Unido) Lado um 1. "Electricity" Lado dois 1. "Information" |

### Lançamento de 2001
| - EP de 12" (Reino Unido – parte um) Lado um 1. "Electricity" (edit) – 3:46 2. "Electricity" (Harvey's Nightclub Re-Edit) – 6:30 Lado dois 1. "Electricity" (Dr. Rockit's Dirty Kiss) – 6:51 | - EP de 12" (Reino Unido – parte dois) Lado um 1. "Electricity" (DJ Sneak's Electrix Remix) – 8:53 Lado dois 1. "A Different Feeling" (Ernest St. Laurent Remix) – 6:07 |

- CD single (Reino Unido)[7]

1. "Electricity" (edit) – 3:46
2. "Electricity" (Dr. Rockit's Dirty Kiss) – 6:51
3. "A Different Feeling" (Ernest St. Laurent Remix) – 6:07
4. "Electricity" (original 7" version) – 3:48
5. "Frontier Psychiatrist" (vídeo) – 4:19

## Créditos e integrantes
Créditos para "Electricity" adaptado do EP de 12" e do álbum Since I Left You.
Integrantes
- Robbie Chater – arranjo, mixagem, produtor, sampling, compositor
- Willie Clark – compositor (sample de "Rapp Dirty")
- Guy Davie – masterização
- James De La Cruz – toca-discos
- Tony Espie – mixagem
- Antoinette Halloran – vocais
- Blowfly – compositor (sample de "Rapp Dirty")
- Sally Russell – vocais
- Darren Seltmann – arranjo, mixagem, produtor, sampling, compositor